# ジョアナ・ハッジトマス
ジョアナ・ハッジトマス （アラビア語: جوانا حاجي توما、ラテン翻記:Joana Hadjithomas）はレバノン出身の映画監督、写真家。夫のハリール・ジョレイジュと共にレバノンを舞台にしたドキュメンタリー映画作品を制作する。
現在のレバノンを代表する映画監督の一人でレバノンの歴史、現在おかれている状況などを題材とした作品を制作する。レバノンに思い入れのある作品を制作するものの、決して偏狭なナショナリズム的な作品ではなく、客観性を保ちつつ、人々の内面を描く作品を制作する。
2012年7月には来日して森美術館でリーディング・パフォーマンス『Aida, Save Me』を行った。

## 主な作品
- 私は見たい (2008年)
- 完全な一日 (2005年)
- レバノンロケット協会 (2012年)等